# Dipartimento per le operazioni di mantenimento della pace

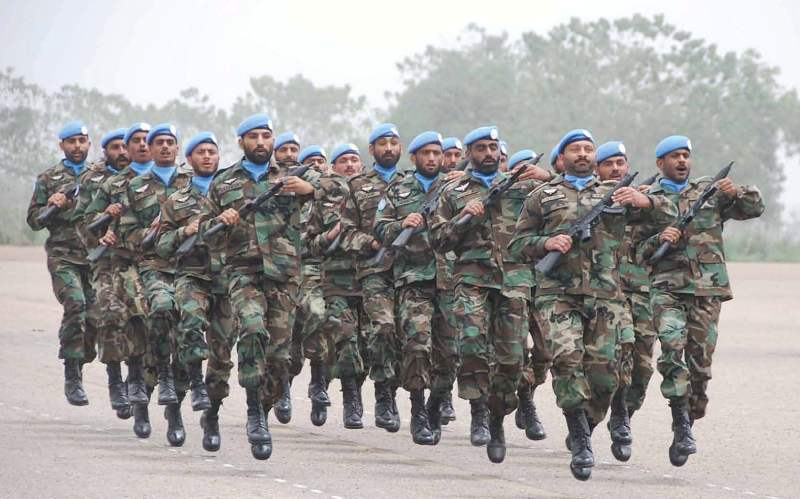
Caschi blu in Pakistan

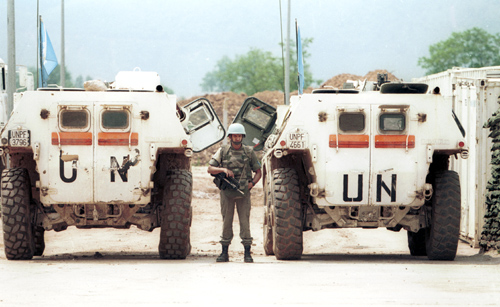
Casco blu a Sarajevo

Il Dipartimento per le operazioni di pace delle Nazioni Unite (United Nations Department of Peace Operations - DPO) è un dicastero del Segretariato delle Nazioni Unite che si occupa di organizzare le missioni di pace, di fornire appoggio logistico alle operazioni, di trovare e distribuire i contributi economici, e di coordinare il lavoro tra il personale civile e militare.
Il Dipartimento svolge il ruolo di Stato maggiore delle Forze internazionali di pace dell'ONU, comunemente indicate come caschi blu. I suoi uffici si trovano presso il Palazzo di vetro a New York.